# Wētā FX
Wētā FX, раније позната као Weta Digital, новозеландска је приватна компанија за дигиталне визуелне ефекте, CGI и рачунарску анимацију са седиштем у Мирамару у Велингтону. Основали су је Питер Џексон, Ричард Тејлор и Џејми Селкирк 1993. да би произвели дигиталне специјалне ефекте за филм Небеска створења.
Компанија је наставила да производи неке од филмова са највећом зарадом икада снимљених, као што су трилогија Господар прстенова, Аватар и Аватар: Пут воде. Сматрана једном од најутицајнијих филмских компанија 21. века, Wētā FX је освојила неколико Оскара и БАФТА награда. Компанија је добила име по новозеландском вету, једном од највећих инсеката на свету, који је историјски био представљен у логотипу компаније.

## Историја
Компанију су основали Питер Џексон, Ричард Тејлор и Џејми Селкирк 1993. године да би произвели дигиталне специјалне ефекте за филм Небеска створења. До 2023. године, Wētā FX је освојила седам Оскара за најбоље визуелне ефекте: Господар прстенова: Дружина прстена (2001), Господар прстенова: Две куле (2002), Господар прстенова: Повратак краља (2003), Кинг Конг (2005), Мост у Терабитију (2007), Аватар (2009), Књига о џунгли (2016) и Аватар: Пут воде (2022).
Студио је развио неколико власничких софтверских пакета за постизање револуционарних визуелних ефеката. Размере битака потребних за филмску трилогију Господар прстенова довеле су до стварања MASSIVE, програма који може да анимира огроман број агената: независних ликова који делују по унапред одређеним правилима.
Да би реконструисала Њујорк из 1933. за Кинг Конг, компанија је направила CityBot, апликацију која би могла да „изгради“ град на основу снимка по снимак. Конгово крзно је такође захтевало развој новог софтвера за симулацију и моделирање. Скуп алата који је комбиновао процедуралне и интерактивне технике додао је ветар на пет милиона појединачних праменова крзна и моделирао интеракцију са другим површинама. Написани су нови сејдери који су објашњавали расипање светлости унутар сваке длаке што је допринело волуметријском квалитету крзна. Велики комади крзна су истргнути и испуњени ожиљцима, крвљу и блатом са острва лобања. Сваки оквир крзна је узимао два гигабајта података.
За Аватарa Џејмса Камерона, Weta Digital је модификовао MASSIVE да оживи флору и фауну на Пандори, за коју је компанија урадила већину визуелних ефеката са Џоом Летеријем, под тимом који је предводила извршна директорка и продуценткиња Елин Моран. Филм се сматра оријентиром за визуелне ефекте. До 2017. Weta Digital је започео развој визуелних ефеката за наставке.
The Foundry Visionmongers је 2010. године купио апликацију за сликање текстура коју је развио студио за Аватар под називом Mari. За Авантуре Тинтина и Планета мајмуна: Почетак, студио је развио нови систем за негу под називом Barbershop где корисници могу интерактивно да манипулишу дигиталном косом. Овај алат је добио награду за научну технологију 2015. године. Авантуре Тинтина је био први потпуно анимирани дугометражни филм Weta Digitalа.
За Планета мајмуна: Почетак 2011. године, компанија је успела да развије своју технику снимања покрета како би могла да напусти студио ради снимања на локацији. Технологија снимања покрета би била побољшана у наставку Планета мајмуна: Револуција из 2014. године. Ово је додатно побољшано у Планета мајмуна: Рат 2017. године.
Weta Digital је 19. јуна 2020. објавио да ће производити оригинални анимацијски садржај под именом Weta Animated. Компанија је такође најавила новог извршног директора Према Акарајуа, који долази из Лос Анђелеса. У септембру 2020, Weta је успела да обезбеди вишегодишњи уговор са Amazon Web сервисом да користи Амазон облак за прослеђивање продукције VFX и анимације.
У децембру 2020, извршни директор Weta Digitalа Прем Акарају најавио је додатне чланове одбора укључујући Тома Стејџса, Џефа Хубера и Кена Каминса. Придружују се садашњим члановима одбора Питеру Џексону, Франи Волш, Шону Паркеру и Џоу Летерију.
Weta Digital је 17. јуна 2021. објавио да су се удружили са Аутодеском како би произвели Wetine власничке алате базиране на Autodesk Maya за услугу у облаку под називом WetaM. Прво ће бити објављен у Q4 као приватна бета верзија.
Weta Digital је 23. августа 2021. најавио сарадњу са SideFX за услугу у облаку која комбинује власничке алате студија у оквиру SideFX Хоудинија под називом WetaH.
Џексон је 9. новембра 2021. продао одељење за развој VFX алата компаније Unity Technologies за софтвер за видео игре за 1,625 милијарди долара. Unity-ова технолошка имовина Wete ће се звати Weta Digital, док је компанија за визуелне ефекте остала одвојена и преименована у Wētā FX. Куповина је завршена у децембру 2021. године. У априлу 2022. Wētā FX је отворио нови студио у Ванкуверу. То је први наменски VFX студио компаније ван Новог Зеланда.
За Аватар: Пут воде 2022, Wētā је радила на 3.240 снимака визуелних ефеката, од којих је 2.225 укључивало воду. Студио је развио нову технологију снимања перформанси за подводне секвенце филма. Дигиталну воду у филму креирали су уметници користећи Wētin најновији софтвер за симулацију Loki. Wētā је такође усавршила свој систем кодирања фацијалних акција (FACS) из Алита: Борбени анђео за његову употребу у Аватар: Пут воде. Компанија је на крају завршила са приказивањем близу 3,3 милијарде сати нити. Летери је освојио своју пету награду Оскар за свој рад на филму.

## Филмови

### 1990
| Година | Филмови                              | Студио(и) и дистрибутер(и) |
| ------ | ------------------------------------ | -------------------------- |
| 1994   | Небеска створења                     | Miramax Films              |
| 1995   | Forgotten Silver                     | TBC                        |
| 1996   | Tales from the Crypt (You, Murderer) | Warner Bros.               |
| 1996   | Ко се боји духа још?                 | Universal Pictures         |
| 1997   | Контакт                              | Warner Bros.               |

### 2000
| Година | Филмови                                     | Студио(и) и дистрибутер(и)             |
| ------ | ------------------------------------------- | -------------------------------------- |
| 2001   | Господар прстенова: Дружина прстена         | New Line Cinema                        |
| 2002   | Господар прстенова: Две куле                | New Line Cinema                        |
| 2003   | Господар прстенова: Повратак краља          | New Line Cinema                        |
| 2004   | Ван Хелсинг                                 | Universal Studios                      |
| 2004   | Ја, робот                                   | 20th Century Fox                       |
| 2005   | Кинг Конг                                   | Universal Studios                      |
| 2006   | Икс-мен 3: Последње упориште                | 20th Century Fox                       |
| 2006   | Ерагон                                      | 20th Century Fox                       |
| 2007   | Мост у Терабитију                           | Walt Disney Pictures                   |
| 2007   | Фантастична четворка: Успон Сребрног Летача | 20th Century Fox                       |
| 2007   | Зачарана                                    | Walt Disney Pictures                   |
| 2007   | Водени коњ: Легенда о дубини                | Columbia Pictures                      |
| 2007   | 30 дана ноћи                                | Columbia Pictures                      |
| 2008   | Скакач                                      | 20th Century Fox                       |
| 2008   | Летописи Нарније: Принц Каспијан            | Walt Disney Studios                    |
| 2008   | Дан када је Земља стала                     | 20th Century Fox                       |
| 2009   | Дистрикт 9                                  | TriStar Pictures                       |
| 2009   | Дивне кости                                 | Paramount Pictures DreamWorks Pictures |
| 2009   | Aватар                                      | 20th Century Fox                       |

### 2010
| Година | Филмови                                  | Студио(и) и дистрибутер(и)                 |
| ------ | ---------------------------------------- | ------------------------------------------ |
| 2010   | A-Tим                                    | 20th Century Fox                           |
| 2010   | Невине лажи                              | 20th Century Fox                           |
| 2010   | Предатори                                | 20th Century Fox                           |
| 2010   | Гуливерова путовања                      | 20th Century Fox                           |
| 2011   | Икс-мен: Прва класа                      | 20th Century Fox                           |
| 2011   | Планета мајмуна: Почетак                 | 20th Century Fox                           |
| 2011   | Авантуре Тинтина: Тајна једнорога        | Paramount Pictures                         |
| 2012   | Осветници                                | Walt Disney Studios Paramount Pictures     |
| 2012   | Прометеј                                 | 20th Century Fox                           |
| 2012   | Абрахам Линколн: Ловац на вампире        | 20th Century Fox                           |
| 2012   | Хобит: Неочекивано путовање              | Warner Bros.                               |
| 2013   | Ајрон Мен 3                              | Walt Disney Studios Paramount Pictures     |
| 2013   | Човек од Челика                          | Warner Bros.                               |
| 2013   | Вулверин                                 | 20th Century Fox                           |
| 2013   | Игре глади: Лов на ватру                 | Lionsgate                                  |
| 2013   | Хобит: Шмаугова пустошења                | Warner Bros.                               |
| 2014   | Годзила                                  | Warner Bros.                               |
| 2014   | Планета мајмуна: Револуција              | 20th Century Fox                           |
| 2014   | Хобит: Битка пет армија                  | Warner Bros.                               |
| 2014   | Шта радимо сакривени                     | Paramount Pictures                         |
| 2015   | Паклене улице 7                          | Universal Studios                          |
| 2015   | Фантастична четворка                     | 20th Century Fox                           |
| 2015   | Лавиринт — Бег кроз згариште             | 20th Century Fox                           |
| 2015   | Игре глади: Сјај слободе — 2. део        | Lionsgate                                  |
| 2015   | Крампус                                  | Universal Studios                          |
| 2015   | Алвин и веверице: Велика авантура        | 20th Century Fox                           |
| 2016   | Дедпул                                   | 20th Century Fox                           |
| 2016   | Бетмен против Супермена: Зора праведника | Warner Bros.                               |
| 2016   | Књига о џунгли                           | Walt Disney Studios                        |
| 2016   | Обавештајци                              | Warner Bros. Universal Studios             |
| 2016   | Дан независности: Нова претња            | 20th Century Fox                           |
| 2016   | Лов на дивљаке                           | Madman Entertainment                       |
| 2016   | ВДЏ — Велики доброћудни џин              | Walt Disney Studios                        |
| 2016   | Питов змај: Чаробно пријатељство         | Walt Disney Studios                        |
| 2017   | Спектрал                                 | Netflix                                    |
| 2017   | Чувари галаксије 2                       | Walt Disney Studios                        |
| 2017   | Чудесна Жена                             | Warner Bros.                               |
| 2017   | Планета мајмуна: Рат                     | 20th Century Fox                           |
| 2017   | Валеријан и царство хиљаду планета       | EuropaCorp Distribution Lionsgate          |
| 2017   | Лига правде                              | Warner Bros.                               |
| 2018   | Лавиринт — Лек смрти                     | 20th Century Fox                           |
| 2018   | Rampage                                  | Warner Bros.                               |
| 2018   | Осветници: Рат бескраја                  | Walt Disney Studios                        |
| 2018   | Дедпул 2                                 | 20th Century Fox                           |
| 2018   | Животињски свет                          | Enlight Pictures                           |
| 2018   | Аквамен                                  | Warner Bros.                               |
| 2018   | Смртоносне машине                        | Universal Studios                          |
| 2019   | Алита: Борбени анђео                     | 20th Century Fox                           |
| 2019   | Осветници: Крај игре                     | Walt Disney Studios                        |
| 2019   | Анабел 3: Повратак кући                  | Warner Bros.                               |
| 2019   | До звезда                                | 20th Century Fox (под Walt Disney Studios) |
| 2019   | Близанац                                 | Paramount Pictures                         |
| 2019   | Терминатор: Мрачна судбина               | 20th Century Fox Paramount Pictures        |
| 2019   | Маза и Луња                              | Walt Disney Studios Disney+                |
| 2019   | Џуманџи: Следећи ниво                    | Columbia Pictures                          |

### 2020
| Година | Филмови                                | Студио(и) и дистрибутер(и                      |
| ------ | -------------------------------------- | ---------------------------------------------- |
| 2020   | Птице грабљивице                       | Warner Bros.                                   |
| 2020   | Мулан                                  | Walt Disney Studios Disney+                    |
| 2020   | Сена страха                            | Rertical Entertainment Redbox Entertainment    |
| 2020   | Божићне хронике 2                      | Netflix                                        |
| 2020   | Можемо бити хероји                     | Netflix                                        |
| 2021   | Лига правде Зака Снајдера              | Warner Bros.                                   |
| 2021   | Годзила против Конга                   | Warner Bros.                                   |
| 2021   | Црна Удовица                           | Walt Disney Studios                            |
| 2021   | Сутрашњи рат                           | Amazon Studios Paramount Pictures              |
| 2021   | Авантура у џунгли                      | Walt Disney Studios                            |
| 2021   | Зелени витез                           | A24                                            |
| 2021   | Одред отписаних: Нова мисија           | Warner Bros.                                   |
| 2021   | Шенг-Чи и легенда о десет прстенова    | Walt Disney Studios                            |
| 2021   | Вечни                                  | Walt Disney Studios                            |
| 2021   | The King's Man: Почетак                | 20th Century Studios (под Walt Disney Studios) |
| 2022   | Кими                                   | Warner Bros.                                   |
| 2022   | Без излаза                             | 20th Century Studios (под Walt Disney Studios) |
| 2022   | Бетмен                                 | Warner Bros.                                   |
| 2022   | Доктор Стрејнџ у мултиверзуму лудила   | Walt Disney Studios                            |
| 2022   | Тор: Љубав и гром                      | Walt Disney Studios                            |
| 2022   | Црни Адам                              | Warner Bros.                                   |
| 2022   | Црни Пантер: Ваканда заувек            | Walt Disney Studios                            |
| 2022   | Аватар: Пут воде                       | 20th Century Studios (под Walt Disney Studios) |
| 2022   | Нож у леђа: Стаклени лук               | Netflix                                        |
| 2023   | Медвед на кокаину                      | Universal Pictures                             |
| 2023   | Шазам! Гнев богова                     | Warner Bros.                                   |
| 2023   | Чувари галаксије 3                     | Marvel Studios                                 |
| 2023   | Мала сирена                            | Walt Disney Studios                            |
| 2023   | Трансформерси: Буђење звери            | Paramount Pictures                             |
| 2023   | Флеш                                   | Warner Bros.                                   |
| 2023   | Творац                                 | 20th Century Studios (под Walt Disney Studios) |
| 2023   | Капетан Марвел 2                       | Marvel Studios (под Walt Disney Studios)       |
| 2023   | Rebel Moon – Part One: A Child of Fire | Netflix)                                       |
| 2023   | Аквамен и изгубљено краљевство         | Warner Bros. Pictures                          |
| 2024   | Годзила × Конг: Ново царство           | Warner Bros. Pictures                          |
| 2024   | Rebel Moon – Part Two: The Scargiver   | Netflix                                        |
| 2024   | Нова планета мајмуна: Краљевство       | 20th Century Studios                           |

### Предстојећи
| Година | Филмови                | Студио(и) и дистрибутер(и) |
| ------ | ---------------------- | -------------------------- |
| 2024   | Дедпул и Вулверин      | Walt Disney Studios        |
| 2024   | Осми путник: Ромул     | 20th Century Studios       |
| 2025   | Аватар 3               | 20th Century Studios       |
| 2029   | Аватар 4               | 20th Century Studios       |
| 2031   | Аватар 5               | 20th Century Studios       |
| TBA    | In the Blink of an Eye | Searchlight Pictures       |
| TBA    | Better Man             | Footloose Productions      |

## Телевизија
| Година | Назив телевизијске емисије и специјалне емисије | Мрежа            |
| ------ | ----------------------------------------------- | ---------------- |
| 2017   | Игра престола (7. сезона)                       | Warner Bros./HBO |
| 2019   | Игра престола (8. сезона)                       | Warner Bros./HBO |
| 2019   | Академија Амбрела                               | Netflix          |
| 2020   | Свемирска снага (ТВ серија)                     | Netflix          |
| 2021   | Фалкон и Зимски Војник                          | Disney+          |
| 2021   | Господин Корман                                 | Apple TV+        |
| 2021   | Invasion                                        | Apple TV+        |
| 2021   | Хокај                                           | Disney+          |
| 2022   | Миротворац                                      | HBO Max          |
| 2022   | Месечев Витез                                   | Disney+          |
| 2022   | Оби-Ван Кеноби                                  | Disney+          |
| 2022   | Жена-Хулк: Адвокат                              | Disney+          |
| 2022   | Господар прстенова: Прстенови моћи              | Amazon Prime     |
| 2022   | Чувари галаксије: Празнични специјал            | Disney+          |
| 2023   | The Last of Us                                  | HBO              |